# کان کیکوچی
کان کیکوچی (انگلیسی: Kan Kikuchi; ۲۶ دسامبر ۱۸۸۸ – ۶ مارس ۱۹۴۸) رمان‌نویس اهل ژاپن بود.